# مستر إكس (فلم)
مستر X (بالإنجليزية: Mr. X) أو السيد إكس هو فيلم خيال علمي هندي صدر في عام 2015، من إخراج فيكرام بهات وتأليف شاغروفتا رفيق وإنتاج موكيش بهات. وتمثلت البطولة في الممثل عمران هاشمي والممثلة أميرا دستور . وتدور أحداث الفيلم حول رجل يتمتع بقوة خارقة وهي الاختفاء، بذلك سيحاول الانتقام من من ظلموه سابقا. الفيلم صدر بكلتا التقنيتين (2D و3D) في 17 نيسان عام 2015.

## التصوير
بدأ التصوير الرئيسي لهذا الفيلم فعليا في 16 من فبراير 2014.